# الشركة الوطنية للصناعة والمناجم (سنيم)
الشركة الوطنية للصناعة والمناجم هي شركة موريتانية متخصّصة في استخراج وتصدير الحديد تمّ تأسيسها في ثلاثينيات القرن العشرين تحت مسمّى «ميفرما»، قبل أن تقوم الحكومة الموريتانية بتأميمها في السبعينيات وتتحول لاسمها الحالي «سنيم».

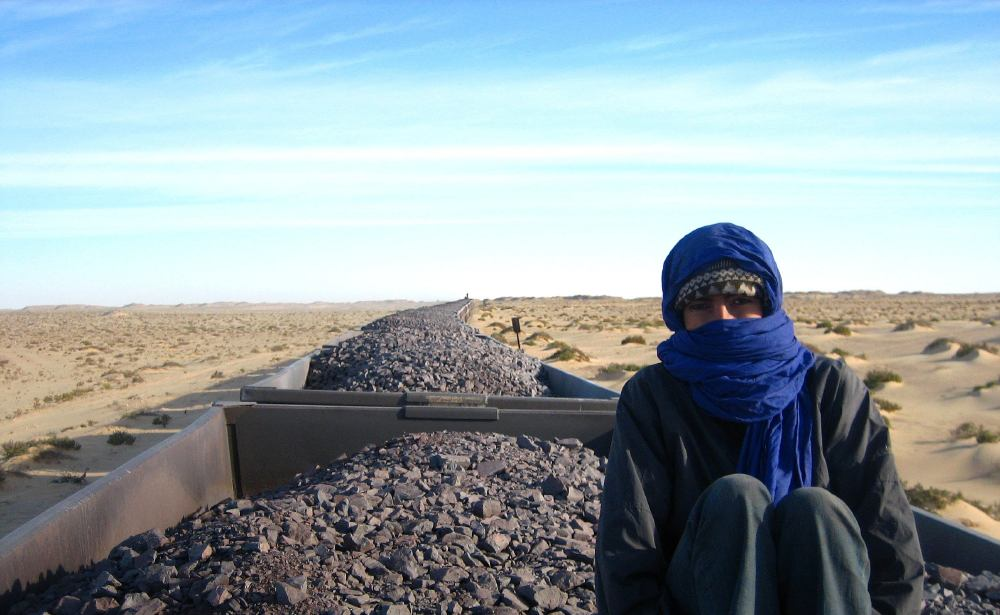
عملية نقال خامات حديد تابعة للشركة

تلعب شركة اسنيم دورا هاما في حياة سكان التجمعات الحضرية الواقعة في شمال البلاد خاصة ازويرات وانواذيبو منها. وتظهر هذه الأهمية بارزة على الصعيدين الاقتصادي والاجتماعي. فالشركة توظف ما يناهز 4000 عامل بشكل دائم إلى جانب عدد آخر من العمال الموسميين.وللشركة حضور اقتصادي واجتماعي قوي في مدن الشمال متمثلا في كونها تتوفر على حيين أحدهما في ازويرات والاخر في انواذيبو يضمان مجتمعين 3600 مسكن لعمال الشركة وتوفر الشركة خدمات طبية عن طريق عيادتين مجتمعتين تضم كل واحدة منهما 47 سريرا طبيا وغرف عمليات حديثة إلى جانب أربع مدارس و4 مساجد وفندقين ونوادي رياضية ودور سينما وبعض التجهيزات الرياضية. وتسير الشركة عملية التموين بالماء والكهرباء في مدينتي ازويرات وانواذيبو فلديها محطتان كهربائيتان تنتجان مايصل إلى 220 مليون كيلوات /سعة سنويا وهو مايسد الحاجات الصناعية والمنزلية في كلتا المدينتين.
أعلنت الشركة الوطنية للصناعة والتعدين (سنيم) أن حجم مبيعاتها ارتفع بنحو 8% من 1.26 مليار دولار في 2022 إلى 1.37 مليار دولار في 2023. لكن الشركة قالت إن ارتفاع معدلات التضخم وارتفاع التكاليف كانا السبب في انخفاض صافي الدخل بنسبة 6%، ليبلغ 396 مليون دولار في 2023.

## مشاريع
- مشاريع خط الشحن الجديد بالميناء.
- مشروع منجم افديرك.
- المحطة الحرارية.[5]
- قطار الصحراء: يتألف القطار الحديدي من خط سكة حديد يبلغ طوله 700 كيلومتر، وثلاث أو أربع قاطرات، وعربة ركاب، و200 إلى 210 عربة بضائع. وتتمتع كل عربة بضائع بالقدرة على حمل ما يصل إلى 80 طنًا من خام الحديد أثناء رحلة القطار الغربية إلى نواذيبو، بالإضافة إلى نقل الركاب والبضائع والمياه.[6]

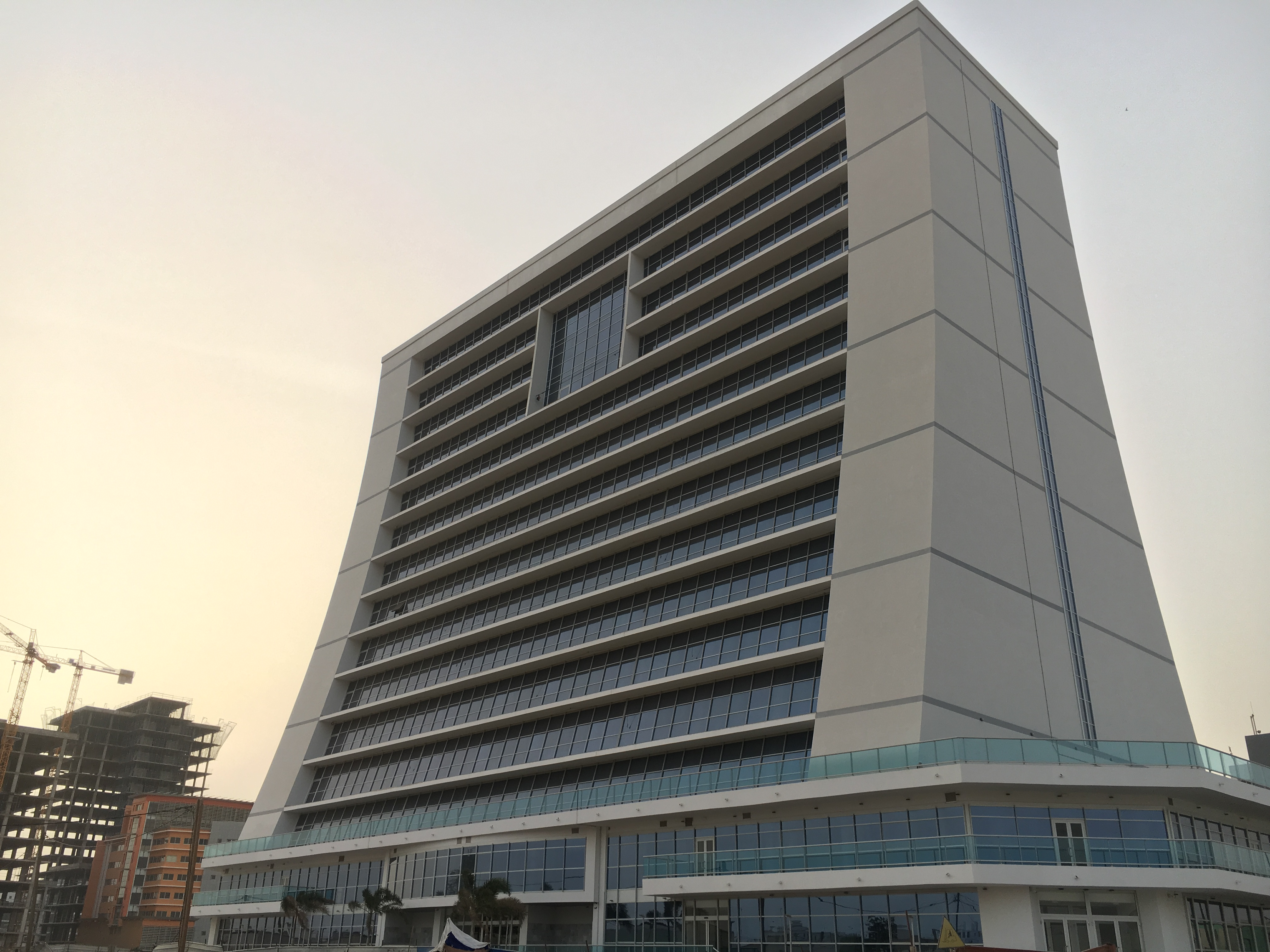
برج سنيم الواقع بالعاصمة الموريتانية نواكشوط.